# Clemens-Winkler-Gymnasium
Das Clemens-Winkler-Gymnasium in Aue ist ein Schulgebäude, das im Jahr 1911 in der Gabelsbergerstraße eröffnet wurde. Es trug im Laufe der Geschichte mehrere Namen. Ein früherer separater Schulbau nördlich des ersten Gebäudes kam nach 1990 zum Schulkomplex hinzu. Mittlerweile steht das gesamte Bauensemble unter Denkmalschutz. Die Trägerschaft über das Gymnasium liegt im Erzgebirgskreis.

## Lage
Das mehrteilige Bauwerk befindet sich am Südhang des Zeller Berges mit einer Fassadenseite längs der südwärts verlaufenden Gabelsbergerstraße, die andere Straßenfassade erstreckt sich von hier entlang der Ostseite der Johann-Sebastian-Bach-Straße. Begrenzt wird das Schulgrundstück von der Geschwister-Scholl-Straße (nördlich) und der östlich heranreichenden Wohn-Bebauung an der Sonnenleithe. Wegen der Hanglage sind die Gebäudeteile der Schule zwischen vier, drei und zwei Etagen abgestuft. So gewährleisteten die Planer eine waagerechte Anordnung der Klassenräume in der jeweiligen Etage ohne Absätze oder Treppen dazwischen.

## Baugeschichte
Durch die schnelle Industrialisierung zum Ende des 19. Jahrhunderts zogen viele Familien nach Aue, wodurch es sich u. a. als notwendig erwies, auch neue Schulen zu planen und zu realisieren. Direkt im Stadtzentrum gab es bereits eine erste Schule in der Nähe der St. Nikolaikirche, außerdem die Bürgerschule II am Ernst-Gessner-Platz (heutiger Postplatz), sowie die I. und III. Bürgerschule in der Schwarzenberger Straße. – Im Stadtteil Zelle hatte die kommunale Verwaltung neue Mehrfamilienhäuser errichtet, die Kinder der hier einziehenden Arbeiter und Angestellten mussten zunächst die historische Schule im Stadtzentrum besuchen. Für die Weiterbildung nach der Absolvierung der Volksschule gab es vor Ort die 1869 (in der damaligen Mehnertstraße 29) eröffnete Städtische Gewerbeschule, in welchem die Fächer Deutsch, Gewerbekunde, Bürger- und Gesetzeskunde, Volkswirtschaftslehre, Verkehrsgeschichte, Rechnen, Technisches Zeichnen, Maschinenkunde, Kalkulation, Buchführung, alle Arten Handwerkliches und vieles für einen Lehrabschluss erforderliche Wissen vermittelt wurde. – Ein wohnortnahes Schulhaus für die Schulanfänger fehlte jedoch.
Im Jahr 1897 gründete sich die Zeller Realschule mit Progymnasium, ein eigenes Gebäude war aber vorerst nicht vorhanden. So stellte die Stadt ein Baugrundstück im Ortsteil sowie das benötigte Baugeld (rund 550.000 Mark) zur Verfügung. Der Stadtbaumeister Max Püschmann hatte die Pläne für ein ansprechendes Schulgebäude ausgearbeitet und leitete die Bauarbeiten.

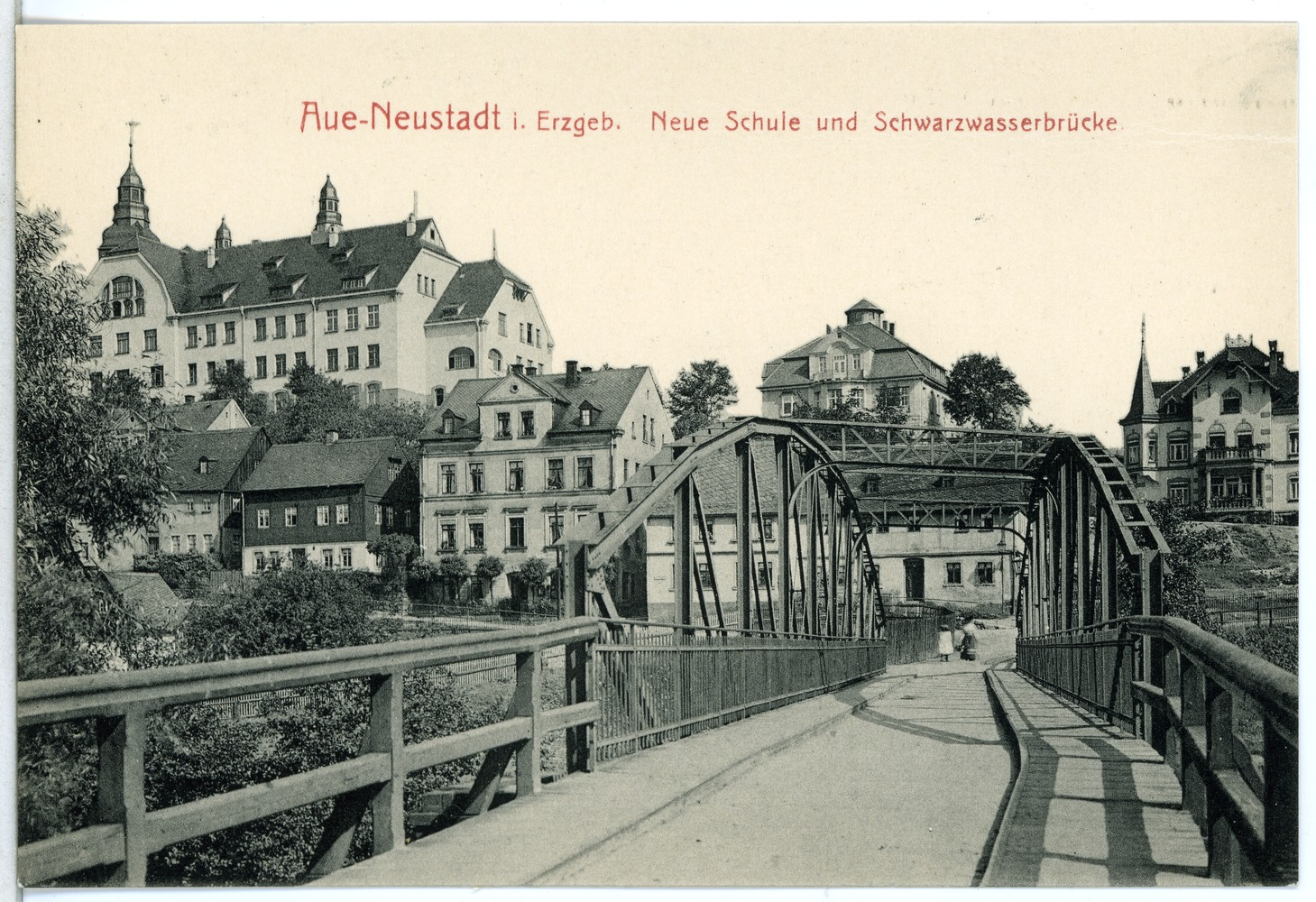
Historische Ansichtskarte der Realschule und der Mädchenbürgerschule anno 1911 (linke Seite)

Am 10. Oktober 1908 erfolgte die Grundsteinlegung. Dazu waren neben dem Architekten und den Bauleuten vor allem der damalige Bürgermeister Friedrich Gotthold Max Kretschmar, etliche Stadträte wie Bernhard Hiltmann, Friedrich Wilhelm Gantenberg, Herr Listner und Herr Röll sowie zwei Geistliche (Pfarrer Willy Temper und Pfarrer Heinrich Johannes Meusel) anwesend. In einer Metallkapsel wurde zusammen mit damals aktuellen Druckwerken über die Stadt- und Schulgeschichte eine Urkunde platziert. Sie enthält folgenden Text: „Nachdem vor 13 Jahren, am 24. Juni 1895, der Grundstein zur Bürgerschule am Ernst-Geßner-Platz und am 20. Mai 1901 der Grundstein zur Bürgerschule an der Schwarzenbergerstraße gelegt worden ist, war bereits am 10. Oktober 1908 die Grundsteinlegung zu einer dritten Schule an der Gabelsbergerstraße erforderlich. Dies geschah im vierten Jahr der Regierung des Königs Friedrich August, zur Zeit, da Herr Dr. Maximilian Kretzschmar Bürgermeister von Aue war. – Der Bau wurde begonnen in einer politisch und wirtschaftlich bewegten Zeit in und außerhalb unseres deutschen Vaterlandes, da die Stadt Aue mit einer lebhaften Industrie aufblühte und von 18.665 Seelen bevölkert war. Gebe Gott, dass der Bau für unsere friedlichen und fleißigen Bürger, für Gewerbe und Industrie, für Geist und Wohl unserer heranwachsenden Jugend zum Nutzen werden.“
Die Einweihung der Schule erfolgte im April 1911. Um Kosten zu sparen, trugen die Schüler die Einrichtungsgegenstände wie Schultafeln, Tische, Stühle sowie Lehrmittel nebst einer Schulfahne umzugsartig von der Schwarzenberger Straße zur Gabelsbergerstraße.
Im Jahr 1927 entstand nördlich anschließend, aber entlang der (heutigen) Geschwister-Scholl-Straße 14, die Verbandsgewerbeschule, der Baustil wurde dem bereits vorhandenen Schulgebäude angepasst. Bauherr war hier der Zweckverband der Gewerbeschule für Aue und Umgebung. Die Einweihung dieser Berufsschule, die unter anderem Lederarbeiter, Bau- und Fabrikklempner, Bauhandwerker, Gürtler, Graveure, Elektroinstallateure, Schlosser, Maschinenschlosser, Schmiede, Bau- und Modelltischler, Maler und Zimmerer ausbildete, nahm der damalige sächsische Wirtschaftsminister vor. Das Ministerium hatte das Projekt mit insgesamt 425.720 RM als Darlehen und als Beihilfe gefördert.

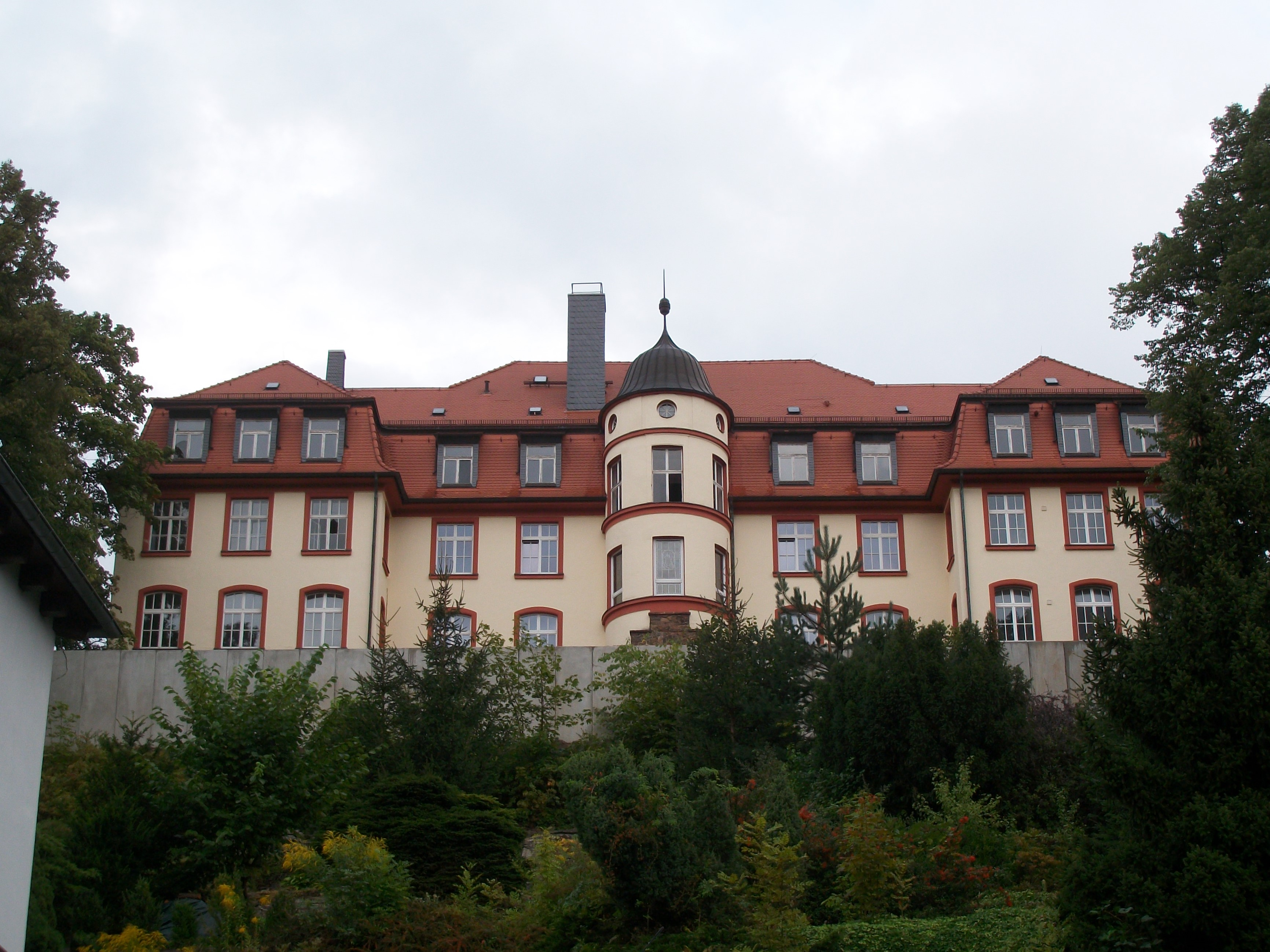
Ehemalige Verbandsgewerbeschule bzw. Clemens-Winkler-Gymnasium Haus 2 (bis 2012)

Dieser gesonderte Schulbau kam nach 1990, als wegen der deutschen Wiedervereinigung und der Übernahme der in der alten BRD geltenden Gesetze die entsprechenden Ausbildungen hier nicht mehr stattfanden, als Erweiterungsgebäude zum Clemens-Winkler-Gymnasium und bekam den Namen Haus 2 (siehe Bild). Er erhielt im Jahr 2001 neue nach den Denkmalschutzgrundsätzen gefertigte Fenster, ausgeführt von der Thüringer Firma Wertbau. Mit dem Schuljahresende 2012 wurde das Haus 2 als Schulgebäude aufgegeben und im Jahr 2017 verkauft.
Im Jahr 1991 ließ die Stadt Aue das gesamte Schulgebäude einschließlich der Sporthalle umfassend rekonstruieren.
In den Sommerferien des Jahres 2017 begann der Bau einer weiteren Sporthalle für das Gymnasium, wofür rund vier Millionen Euro geplant waren; der Neubau wurde in der Gestaltung und zugangsmäßig an die bereits vorhandene Halle angepasst. Die Planung und Bauausführung sowie die Erneuerung der Außensportanlagen wurde nach einem Ausschreibungsverfahren vom Landratsamt Erzgebirgskreis an die Arbeitsgemeinschaft Fugmann/Fröba Fugmann vergeben.
Im gleichen Jahr wurden im Schulgebäude auch die Heizungen, der Brandschutz, die Sanitär- und Elektroanlagen sowie Fluchtwege erneuert bzw. modernisiert.

## Gebäudebeschreibung
Der Bau ist dem Heimatstil zuzuordnen. Leicht betonte steinerne Fensterrahmungen kontrastieren mit den hellgelb verputzten Fassaden und mit verklinkerten Wandteilen. Auffälliges Element ist ein aufragendes Ecktürmchen, das die bauliche Verbindung zwischen dem Flügel entlang der Johann-Sebastian-Bach-Straße und der Gabelsbergerstraße bildet. Es ist mit einer schiefergedeckten kirchturmähnlichen neobarocken Haube abgeschlossen. Unter der Haube befindet sich eine Turmuhr mit zwei runden Zifferblättern nach den beiden Straßenseiten. Auf dem Haupthaus und auf dem Flügelbau thronen je ein Dachreiter als Glockenturm. In dem Walmdach sind paarig Dachgauben in zwei Etagen angeordnet.
Das Erdgeschoss ist rundherum mit Klinkern verblendet, die bis in halbe Höhe des ersten Stockwerks reichen. Innerhalb der Klinkerflächen sind die Fenster als Rundbögen ausgeführt und zwar in unterschiedlicher Breite: einige sind als Dreierverbund zusammengefasst, andere stehen einzeln im Mauerwerk, aber gruppieren sich auch zu dritt. Vor dem Eckturm bildet der Eckgiebel an der Sebastian-Bach-Straße ein auffälliges Baudetail: über dem Flügelbau ist eine weitere Etage erkennbar, die einen großen Rundbogen darstellt mit einem eingepassten Sprossenfenster. Auf der Hofseite lockern senkrechte Klinkerstreifen die Fensterreihen und die hellen Fassaden farbig auf.
Im Hauptgebäude sind 38 Klassenräume untergebracht. Die Einrichtung gilt damit als größtes Schulgebäude im Stadtgebiet von Aue. Neben den eigentlichen Klassenräumen gibt es Fachunterrichtskabinette für Physik, Chemie, Biologie, Kunst, Werken, Informatik und ein Sprachlabor. Ein offener Sportplatz steht ebenfalls zur Verfügung.

## Kunst auf dem Schulgelände
Auf dem Schulhof stehen mehrere Kunstwerke aus Holz: Eine einfache Holzbank ohne Lehne trägt beiderseits je eine Schnitzfigur, die in ironischer Art eine Mädchenbüste und einen Jungen mit Irokesenschnitt darstellt. An einer extra aufgerichteten Wand aus massiven unbehandelten Brettern sind sieben Sport- und Freizeitszenen (u. a. Fußball, Radfahren, Skaten, Tanzen, Trompetenspielen) als weiße Flachreliefs dargestellt, und vor einem Baum ist ein jugendliches Paar im Gespräch zu sehen, neben einer baumstammähnlichen Sitzgelegenheit.

## Geschichte der Schuleinrichtung
Das Schulgebäude, ursprünglich als Volksschule für den Stadtteil gedacht, wurde bei der Einweihung 1911 Sitz der Zeller Realschule und eines Progymnasiums.
Ein Flügel wurde von der Realschule genutzt, der andere diente als Mädchen-Schule (damals war eine Trennung von Knaben und Mädchen in den Schulen üblich). Die Jungen besuchten die II. Bürgerschule in der Schwarzenberger Straße. 1918, nach der Abdankung des Königs, wurde aus der Realschule eine „Oberrealschule mit Abiturberechtigung“.
1919 vereinfachte die Stadtverwaltung den Namen auf Oberrealschule für beide Teile. Als erster Rektor wurde Oskar Aichinger berufen. Zu dieser Zeit besuchten rund 500 Kinder jährlich die neue Schule, die nicht nur aus Aue kamen, sondern auch aus den umliegenden Ortschaften.
Anlässlich des 200. Geburtstags von Gotthold Ephraim Lessing im Jahr 1929 erhielt diese Schule den Namen Lessingschule.
Mit Beginn des Schuljahres 1937/1938 wandelte sich die Schuleinrichtung zur Oberschule für Jungen Aue.
Nach dem Zweiten Weltkrieg, in der SBZ, erfolgte die Schulbildung auf der Grundlage des am 1. September 1946 beschlossenen Gesetzes Zur Demokratisierung der deutschen Schule. Damit wurden aus den früheren Achtklassen-Volksschulen Grundschulen, ab 1960 auf Basis weiterer Regierungsbeschlüsse der DDR aus den Realschulen die Mittelschulen (später die polytechnischen Oberschulen (POS)) und aus den Gymnasien die Oberschulen, später die EOS. Bei dieser Gelegenheit erhielt die Auer Oberschule für Jungen am 3. Oktober 1945 den Namen Oberschule „Ernst Schneller“, nach dem Kommunisten Ernst Schneller. Allerdings gab es in dieser Einrichtung nur noch die Schuljahrgänge 9 bis 12. Die Jüngeren besuchten die Lessingschule (Erweiterungsbau). Mit Schuljahrsbeginn 1982/1983 umfasste die eh. Oberschule für Jungen nur die Klassenstufen 11 und 12.
Die deutsche Wiedervereinigung im Jahr 1990 und die Wiedergründung von Bundesländern führte zum Übergang des Schulwesens auf die neuen Länder, hier auf den Freistaat Sachsen. Mit dem am 3. Juli 1991 beschlossenen neuen Schulgesetz wurde das Bildungssystem neu gegliedert: die POS und EOS waren aufzulösen, die allgemeinbildenden Schulen wurden zu Grund- und Mittelschulen und Gymnasien. Politisch unerwünschte Namen mussten abgelegt werden, deshalb hieß das gesamte Schulgebäude im Ortsteil Zelle zunächst nur Gymnasium Aue, seit dem 26. September 1992 ist es das Clemens-Winkler-Gymnasium und ehrt damit den Chemiker Clemens Winkler.
Der Erweiterungsbau samt Sportplatz gehört seit den 1990er Jahren zum Clemens-Winkler-Gymnasium.
Zur Unterstützung aller Angelegenheiten um die Schule und die Verbindung zwischen Eltern, Lehrern und Schülern hat sich im Jahr 1994 der Verein der Freunde und Förderer des Clemens-Winkler-Gymnasiums Aue e. V. gegründet. Der Verein vergibt seitdem jährlich an zwei oder drei Abiturienten den Clemens-Winkler-Preis. Die Kriterien für die Preisvergabe sind: „[Die Schüler müssen] nicht unbedingt [zu den] schulisch leistungsstärksten Absolventen des jeweiligen Jahrganges [gehören]. Wir wollen Abiturienten würdigen, die sich in besonderem Maße für unser Gymnasium eingebracht haben – Schüler, die sich über Jahre hinweg ehrenamtlich für die Schule und ihre Mitschüler engagierten. Die Verdienste können dabei auf musikalisch-kulturellem oder auch sportlichem Gebiet liegen, aber auch völlig andere Facetten haben.“
Die Abkürzung für die Lehreinrichtung CWG interpretiert die Schule auch als „Chancen bieten – Werte leben – Gemeinsinn fördern“.

## Fachgebiete und Aktivitäten
Die Sporthalle der Schule diente neben dem schulischen Sportunterricht auch einigen in Aue vorhandenen Sportvereinen. Beispielsweise berichtet ein Ringer des FC Erzgebirge Aue, dass er ab 1952 regelmäßig in der Halle der Lessingschule trainieren konnte. Auch Sportler der SG Nickelhütte nutzten die Sporthalle der Lessingschule für ihre Zwecke.
Im 21. Jahrhundert hat sich das Gymnasium auf die Schwerpunkte Naturwissenschaften, Sprachen (Fremdsprachen Englisch, Französisch, Latein und Spanisch) sowie Sport konzentriert. Das Gymnasium kooperiert mit der DFB-Eliteschule des Fußballs in Chemnitz. Neben den genannten Schwerpunkten können die Schüler an zahlreichen musikalischen Arbeitsgemeinschaften teilnehmen. Schüler des Gymnasiums haben bereits an der nationalen Mathematikolympiade im Jahr 2010 teilgenommen. Im Sport beteiligt sich die Schule beispielsweise auch mit einer eigenen Handball-Mannschaft am Landes-Schulsportvergleich. Die Schüler der verschiedenen Klassenstufen beteiligen sich an vielen Veranstaltungen wie einem Redewettstreit, am Stadtfest, am Tag der Verkehrssicherheit. Und zusammen mit einem Förderverein organisieren sie selbst auch Projekte, beispielsweise die Grundschultage, den Tag der offenen Tür, Umbauarbeiten im Schulgebäude.

## Direktoren/Rektoren (Auswahl)
- Oskar Aichinger, 1910–nach 1926
- Helmut Weck, 1953 – 1961
- Friedrich H. Hofmann, 1. September 1990 bis 30. Juni 1999
- Mike Wolter, seit 2006